# Utassy Károly (emigráns)
Utassy Károly (angolul: Charles Utassy; Carl D'Utassy) (? , 1831. — New York, USA, ?) magyar és amerikai szabadságharcos, polgári foglalkozása: kereskedő. Bátyja Utassy Frigyes György, öccse Utassy Antal.

## Élete
17 évesen beállt harcolni az 1848-49-es magyar szabadságharcba. A szabadságharc bukása után testvéreivel együtt emigrált keletre, majd Európába, 1860-ban Amerikába. Az amerikai polgárháborúban az északiak oldalán harcolt, főhadnagya lett a New Yorkban megalakult Garibaldi Guard-nak, amely később beolvadt a 39. New York-i önkéntes gyalogezredbe. Sok nehéz csatában vett részt /Bull Run, (Virginia), Cross Keys, (Virginia); Gettysburg (Pennsylvania)/ főleg Virginia állam területén. 1862. szeptember 22-én főhadnaggyá léptették elő, s 1863. május 31-én leszerelték.